# Basketball-Europameisterschaft 1961
Die 12. Basketball-Europameisterschaft der Herren (offiziell: Eurobasket 1961) fand vom 29. April bis 8. Mai 1961 in Belgrad statt. Sieger wurde zum dritten Mal in Folge die sowjetische Auswahl, die ihren insgesamt sechsten Titelgewinn verbuchen konnte. Silber ging an Jugoslawien, Bulgarien gewann die Bronzemedaille.

## Vorrunde
Die Vorrunde wurde in sechs Gruppen mit einmal vier bzw. fünfmal je drei Mannschaften ausgetragen. Der Sieger eines Spiels erhielt zwei Punkte, der Verlierer einen Punkt. Stand ein Spiel am Ende der regulären Spielzeit unentschieden, so gab es Verlängerung. Bei Punktgleichheit entschied der direkte Vergleich gegeneinander.
Die beiden Erst- und Zweitplatzierten jeder Gruppe waren für die Zwischenrunde gesetzt und hatten Platz 12 bereits sicher. Die restlichen Mannschaften spielten in der Platzierungsrunde um den 13. EM-Platz.

### Gruppe A
| Spiel | Team 1       | Team 2       | Ergebnis | 1. H. | 2. H. | Verl. |
| ----- | ------------ | ------------ | -------- | ----- | ----- | ----- |
| A 1   | Polen        | England      | 78:034   | 47:15 | 31:19 | –     |
| A 2   | Jugoslawien  | Griechenland | 86:057   | 36:27 | 50:30 | –     |
| A 3   | England      | Jugoslawien  | 58:122   | 18:49 | 40:73 | –     |
| A 4   | Polen        | Griechenland | 77:046   | 40:24 | 37:22 | –     |
| A 5   | Griechenland | England      | 78:043   | 39:25 | 39:18 | –     |
| A 6   | Polen        | Jugoslawien  | 67:072   | 34:38 | 33:34 | –     |

| Platz | Team         | Spiele | Siege | Niederl. | Punkte | Körbe   | Diff | qualifiziert für    |
| ----- | ------------ | ------ | ----- | -------- | ------ | ------- | ---- | ------------------- |
| 1     | Jugoslawien  | 3      | 3     | 0        | 6      | 280:182 | +098 | Zwischenrunde       |
| 2     | Polen        | 3      | 2     | 1        | 5      | 222:152 | +070 | Zwischenrunde       |
| 3     | Griechenland | 3      | 1     | 2        | 4      | 181:206 | −025 | Platzierungsrunde I |
| 4     | England      | 3      | 0     | 3        | 3      | 135:278 | −143 | Platzierungsrunde I |

### Gruppe B
| Spiel | Team 1 | Team 2   | Ergebnis | 1. H. | 2. H. | Verl. |
| ----- | ------ | -------- | -------- | ----- | ----- | ----- |
| B 1   | DDR    | Ungarn   | 64:63    | 24:40 | 40:23 | –     |
| B 2   | Ungarn | Finnland | 65:58    | 34:16 | 31:42 | –     |
| B 3   | DDR    | Finnland | 77:64    | 38:27 | 39:37 | –     |

| Platz | Team     | Spiele | Siege | Niederl. | Punkte | Körbe   | Diff | qualifiziert für    |
| ----- | -------- | ------ | ----- | -------- | ------ | ------- | ---- | ------------------- |
| 1     | DDR      | 2      | 2     | 0        | 4      | 141:127 | +14  | Zwischenrunde       |
| 2     | Ungarn   | 2      | 1     | 1        | 3      | 128:122 | +06  | Zwischenrunde       |
| 3     | Finnland | 2      | 0     | 2        | 2      | 122:142 | −20  | Platzierungsrunde I |

### Gruppe C
| Spiel | Team 1  | Team 2  | Ergebnis | 1. H. | 2. H. | Verl. |
| ----- | ------- | ------- | -------- | ----- | ----- | ----- |
| C 1   | Belgien | UdSSR   | 48:89    | 25:39 | 23:50 | –     |
| C 2   | Belgien | Spanien | 70:67    | 41:29 | 29:38 | –     |
| C 3   | Spanien | UdSSR   | 49:82    | 28:46 | 21:36 | –     |

| Platz | Team    | Spiele | Siege | Niederl. | Punkte | Körbe   | Diff | qualifiziert für    |
| ----- | ------- | ------ | ----- | -------- | ------ | ------- | ---- | ------------------- |
| 1     | UdSSR   | 2      | 2     | 0        | 4      | 171:097 | +74  | Zwischenrunde       |
| 2     | Belgien | 2      | 1     | 1        | 3      | 118:156 | −38  | Zwischenrunde       |
| 3     | Spanien | 2      | 0     | 2        | 2      | 116:152 | −36  | Platzierungsrunde I |

### Gruppe D
| Spiel | Team 1         | Team 2         | Ergebnis | 1. H. | 2. H. | Verl. |
| ----- | -------------- | -------------- | -------- | ----- | ----- | ----- |
| D 1   | Israel         | BR Deutschland | 70:41    | 29:18 | 41:23 | –     |
| D 2   | BR Deutschland | Bulgarien      | 47:70    | 23:32 | 24:38 | –     |
| D 3   | Bulgarien      | Israel         | 48:42    | 21:27 | 27:15 | –     |

| Platz | Team           | Spiele | Siege | Niederl. | Punkte | Körbe   | Diff | qualifiziert für    |
| ----- | -------------- | ------ | ----- | -------- | ------ | ------- | ---- | ------------------- |
| 1     | Bulgarien      | 2      | 2     | 0        | 4      | 118:089 | +29  | Zwischenrunde       |
| 2     | Israel         | 2      | 1     | 1        | 3      | 112:089 | +23  | Zwischenrunde       |
| 3     | BR Deutschland | 2      | 0     | 2        | 2      | 088:140 | −52  | Platzierungsrunde I |

### Gruppe E
| Spiel | Team 1           | Team 2           | Ergebnis | 1. H. | 2. H. | Verl. |
| ----- | ---------------- | ---------------- | -------- | ----- | ----- | ----- |
| E 1   | Schweden         | Tschechoslowakei | 33:58    | 14:29 | 19:29 | –     |
| E 2   | Tschechoslowakei | Türkei           | 70:77    | 37:38 | 33:39 | –     |
| E 3   | Türkei           | Schweden         | 55:40    | 30:11 | 25:29 | –     |

| Platz | Team             | Spiele | Siege | Niederl. | Punkte | Körbe   | Diff | qualifiziert für    |
| ----- | ---------------- | ------ | ----- | -------- | ------ | ------- | ---- | ------------------- |
| 1     | Türkei           | 2      | 2     | 0        | 4      | 132:110 | +22  | Zwischenrunde       |
| 2     | Tschechoslowakei | 2      | 1     | 1        | 3      | 128:110 | +18  | Zwischenrunde       |
| 3     | Schweden         | 2      | 0     | 2        | 2      | 073:113 | −40  | Platzierungsrunde I |

### Gruppe F
| Spiel | Team 1     | Team 2      | Ergebnis | 1. H. | 2. H. | Verl. |
| ----- | ---------- | ----------- | -------- | ----- | ----- | ----- |
| F 1   | Frankreich | Rumänien    | 66:68    | 30:37 | 36:31 | –     |
| F 2   | Rumänien   | Niederlande | 84:66    | 46:32 | 38:34 | –     |
| F 3   | Frankreich | Niederlande | 91:54    | 48:20 | 43:34 | –     |

| Platz | Team        | Spiele | Siege | Niederl. | Punkte | Körbe   | Diff | qualifiziert für    |
| ----- | ----------- | ------ | ----- | -------- | ------ | ------- | ---- | ------------------- |
| 1     | Rumänien    | 2      | 2     | 0        | 4      | 152:132 | +20  | Zwischenrunde       |
| 2     | Frankreich  | 2      | 1     | 1        | 3      | 157:122 | +35  | Zwischenrunde       |
| 3     | Niederlande | 2      | 0     | 2        | 2      | 120:175 | −55  | Platzierungsrunde I |

## Platzierungsrunde I
Sämtliche Mannschaften, die in ihrer Vorrundengruppe die beiden ersten Plätze für das Weiterkommen verpasst hatten, spielten in zwei Gruppen die EM-Plätze 13 bis 19 aus. Dabei war mindestens Rang zwei notwendig, um anschließend an den Spielen um Platz 13 teilnehmen zu können. Die restlichen Mannschaften hatten die Spiele um Platz 17 zu bestreiten. Die Ergebnisse der Begegnungen, die schon in der Vorrunde stattfanden, wurden mit in die Platzierungsrunde I übernommen.

### Gruppe 1
| Spiel | Team 1         | Team 2         | Ergebnis | 1. H. | 2. H. | Verl. |
| ----- | -------------- | -------------- | -------- | ----- | ----- | ----- |
| 1/ 1  | Schweden       | Niederlande    | 47:48    | 26:21 | 21:27 | –     |
| 1/ 2  | BR Deutschland | Schweden       | 48:43    | 28:16 | 20:27 | –     |
| 1/ 3  | Niederlande    | BR Deutschland | 48:46    | 24:21 | 24:25 | –     |

| Platz | Team           | Spiele | Siege | Niederl. | Punkte | Körbe | Diff | qualifiziert für                 |
| ----- | -------------- | ------ | ----- | -------- | ------ | ----- | ---- | -------------------------------- |
| 1     | Niederlande    | 2      | 2     | 0        | 4      | 96:93 | +3   | Platzierungsrunde II Platz 13–16 |
| 2     | BR Deutschland | 2      | 1     | 1        | 3      | 94:91 | +3   | Platzierungsrunde II Platz 13–16 |
| 3     | Schweden       | 2      | 0     | 2        | 2      | 90:96 | −6   | Platzierungsrunde II Platz 17–19 |

### Gruppe 2
| Spiel | Team 1       | Team 2   | Ergebnis | 1. H. | 2. H. | Verl. |
| ----- | ------------ | -------- | -------- | ----- | ----- | ----- |
| 2/ 1  | Finnland     | England  | 71:38    | 25:16 | 46:22 | –     |
| 2/ 2  | Griechenland | Spanien  | 46:73    | 17:37 | 29:36 | –     |
| 2/ 3  | Spanien      | England  | 99:50    | 44:24 | 55:26 | –     |
| 2/ 4  | Griechenland | Finnland | 71:77    | 40:37 | 31:40 | –     |
| 2/ 5  | Finnland     | Spanien  | 53:99    | 30:57 | 23:42 | –     |

| Platz | Team         | Spiele | Siege | Niederl. | Punkte | Körbe   | Diff | qualifiziert für                 |
| ----- | ------------ | ------ | ----- | -------- | ------ | ------- | ---- | -------------------------------- |
| 1     | Spanien      | 3      | 3     | 0        | 6      | 271:149 | +122 | Platzierungsrunde II Platz 13–16 |
| 2     | Finnland     | 3      | 2     | 1        | 5      | 201:208 | −07  | Platzierungsrunde II Platz 13–16 |
| 3     | Griechenland | 3      | 1     | 2        | 4      | 195:193 | +02  | Platzierungsrunde II Platz 17–19 |
| 4     | England      | 3      | 0     | 3        | 3      | 131:248 | −117 | Platzierungsrunde II Platz 17–19 |

## Platzierungsrunde II

### Platz 17 bis 19
Die jeweils Dritt- und Viertplatzierten der beiden Gruppen aus der Platzierungsrunde I spielten um EM-Platz 17. Gespielt wurde im K.-o.-System über Kreuz gegen einen Gegner aus der anderen Gruppe.

|  | Platzierungsspiele | Platzierungsspiele |         |  | Spiel um Platz 17 | Spiel um Platz 17 |
|  |                    |                    |         |  |                   |                   |
|  | England            | 41                 |         |  |                   |                   |
|  | Schweden           | 70                 |         |  |                   |                   |
|  | 54                 |                    |         |  |                   |                   |
|  |                    |                    | 57      |  |                   |                   |
|  | Schweden           | 47                 |         |  |                   |                   |
|  |                    | Griechenland       | 60      |  |                   |                   |
|  |                    |                    |         |  |                   |                   |
|  | Platz 19           |                    |         |  |                   |                   |
|  |                    |                    | England |  |                   |                   |
|  | Griechenland       |                    |         |  |                   |                   |
|  |                    |                    |         |  |                   |                   |

Platzierungsspiele
| Spiel | Team 1  | Team 2   | Ergebnis | 1. H. | 2. H. | Verl. |
| ----- | ------- | -------- | -------- | ----- | ----- | ----- |
| 54    | England | Schweden | 41:70    | 20:27 | 21:43 | –     |

Spiel um Platz 17
| Spiel | Team 1   | Team 2       | Ergebnis | 1. H. | 2. H. | Verl. |
| ----- | -------- | ------------ | -------- | ----- | ----- | ----- |
| 57    | Schweden | Griechenland | 47:60    | 24:42 | 23:18 | –     |

### Platz 13 bis 16
Die jeweils Dritt- und Viertplatzierten der beiden Gruppen aus der Platzierungsrunde I spielten um EM-Platz 13. Gespielt wurde im K.-o.-System über Kreuz gegen einen Gegner aus der anderen Gruppe.

|  | Platzierungsspiele | Platzierungsspiele |                |    | Spiel um Platz 13 | Spiel um Platz 13 |
|  |                    |                    |                |    |                   |                   |
|  | Finnland           | 79                 |                |    |                   |                   |
|  | Niederlande        | 72                 |                |    |                   |                   |
|  | 55                 |                    |                |    |                   |                   |
|  |                    |                    | 59             |    |                   |                   |
|  | Spanien            | 61                 |                |    |                   |                   |
|  |                    | Finnland           | 60             |    |                   |                   |
|  |                    |                    |                |    |                   |                   |
|  | Spiel um Platz 15  |                    |                |    |                   |                   |
|  | 56                 | 56                 | Niederlande    | 56 |                   |                   |
|  | Spanien            | 62                 | BR Deutschland | 53 |                   |                   |
|  | BR Deutschland     | 49                 |                |    | 58                | 58                |

Platzierungsspiele
| Spiel | Team 1   | Team 2         | Ergebnis | 1. H. | 2. H. | Verl. |
| ----- | -------- | -------------- | -------- | ----- | ----- | ----- |
| 55    | Finnland | Niederlande    | 79:72    | 40:35 | 39:37 | –     |
| 56    | Spanien  | BR Deutschland | 62:49    | 29:23 | 33:26 | –     |

Spiel um Platz 15
| Spiel | Team 1      | Team 2         | Ergebnis | 1. H. | 2. H. | Verl. |
| ----- | ----------- | -------------- | -------- | ----- | ----- | ----- |
| 58    | Niederlande | BR Deutschland | 56:53    | 27:20 | 29:33 | –     |

Spiel um Platz 13
| Spiel | Team 1  | Team 2   | Ergebnis | 1. H. | 2. H. | Verl. |
| ----- | ------- | -------- | -------- | ----- | ----- | ----- |
| 59    | Spanien | Finnland | 61:60    | 36:34 | 25:26 | –     |

## Zwischenrunde
In der Zwischenrunde spielten die Erst- und Zweitplatzierten der sechs Vorrunden-Gruppen. Dabei bildeten die qualifizierten Mannschaften der Gruppen A bis C die neue Gruppe 1, die qualifizierten Teams der Gruppen D bis F die Gruppe 2. Es war mindestens Rang zwei notwendig um sich für das Halbfinale zu qualifizieren. Dagegen berechtigten der dritte und vierte Rang jeder Gruppe an der Spiel-Teilnahme um EM-Platz 5, während die übrigen Teams die Platzierungsspiele um EM-Platz 9 zu bestreiten hatten. Die Ergebnisse der Begegnungen, die schon in der Vorrunde stattfanden, wurden mit in die Zwischenrunde übernommen.

### Gruppe 1
| Spiel | Team 1      | Team 2  | Ergebnis | 1. H. | 2. H. | Verl. |
| ----- | ----------- | ------- | -------- | ----- | ----- | ----- |
| 1/ 1  | Jugoslawien | DDR     | 82:73    | 34:37 | 48:36 | –     |
| 1/ 2  | Polen       | Ungarn  | 43:53    | 23:32 | 20:21 | –     |
| 1/ 3  | UdSSR       | Polen   | 67:53    | 38:26 | 29:27 | –     |
| 1/ 4  | Jugoslawien | Belgien | 85:59    | 37:33 | 48:26 | –     |
| 1/ 5  | DDR         | UdSSR   | 40:71    | 18:39 | 22:32 | –     |
| 1/ 6  | Belgien     | Polen   | 66:62    | 35:28 | 31:34 | –     |
| 1/ 7  | Jugoslawien | Ungarn  | 72:66    | 37:26 | 35:40 | –     |
| 1/ 8  | Belgien     | DDR     | 69:63    | 36:34 | 33:29 | –     |
| 1/ 9  | Ungarn      | UdSSR   | 31:93    | 15:44 | 16:49 | –     |
| 1/10  | Ungarn      | Belgien | 59:61    | 31:30 | 28:31 | –     |
| 1/11  | Polen       | DDR     | 82:71    | 35:34 | 47:37 | –     |
| 1/12  | Jugoslawien | UdSSR   | 58:75    | 33:42 | 25:33 | –     |

| Platz | Team        | Spiele | Siege | Niederl. | Punkte | Körbe   | Diff | qualifiziert für        |
| ----- | ----------- | ------ | ----- | -------- | ------ | ------- | ---- | ----------------------- |
| 1     | UdSSR       | 5      | 5     | 0        | 10     | 395:230 | +165 | Halbfinale              |
| 2     | Jugoslawien | 5      | 4     | 1        | 9      | 369:340 | +029 | Halbfinale              |
| 3     | Belgien     | 5      | 3     | 2        | 8      | 303:358 | −055 | Finalrunde Platz 5 - 8  |
| 4     | Ungarn      | 5      | 1     | 4        | 6      | 272:333 | −061 | Finalrunde Platz 5 - 8  |
| 5     | Polen       | 5      | 1     | 4        | 6      | 307:329 | −022 | Finalrunde Platz 9 - 12 |
| 6     | DDR         | 5      | 1     | 4        | 6      | 311:367 | −056 | Finalrunde Platz 9 - 12 |

### Gruppe 2
| Spiel | Team 1           | Team 2           | Ergebnis | 1. H. | 2. H. | Verl. |
| ----- | ---------------- | ---------------- | -------- | ----- | ----- | ----- |
| 2/ 1  | Israel           | Tschechoslowakei | 51:64    | 30:27 | 21:37 | –     |
| 2/ 2  | Bulgarien        | Türkei           | 60:57    | 31:28 | 29:29 | –     |
| 2/ 3  | Rumänien         | Israel           | 62:42    | 32:25 | 30:17 | –     |
| 2/ 4  | Bulgarien        | Frankreich       | 58:71    | 22:42 | 36:29 | –     |
| 2/ 5  | Türkei           | Rumänien         | 46:50    | 26:26 | 20:24 | –     |
| 2/ 6  | Frankreich       | Israel           | 64:41    | 25:14 | 39:27 | –     |
| 2/ 7  | Bulgarien        | Tschechoslowakei | 62:60    | 35:31 | 27:29 | –     |
| 2/ 8  | Tschechoslowakei | Rumänien         | 52:55    | 30:31 | 22:24 | –     |
| 2/ 9  | Frankreich       | Türkei           | 74:57    | 40:25 | 34:32 | –     |
| 2/10  | Tschechoslowakei | Frankreich       | 62:66    | 27:28 | 35:38 | –     |
| 2/11  | Israel           | Türkei           | 57:50    | 28:14 | 29:36 | –     |
| 2/12  | Bulgarien        | Rumänien         | 63:51    | 34:28 | 29:23 | –     |

| Platz | Team             | Spiele | Siege | Niederl. | Punkte | Körbe   | Diff | qualifiziert für        |
| ----- | ---------------- | ------ | ----- | -------- | ------ | ------- | ---- | ----------------------- |
| 1     | Frankreich       | 5      | 4     | 1        | 9      | 341:286 | +55  | Halbfinale              |
| 2     | Bulgarien        | 5      | 4     | 1        | 9      | 291:281 | +10  | Halbfinale              |
| 3     | Rumänien         | 5      | 4     | 1        | 9      | 286:269 | +17  | Finalrunde Platz 5 - 8  |
| 4     | Tschechoslowakei | 5      | 1     | 4        | 6      | 308:311 | −03  | Finalrunde Platz 5 - 8  |
| 5     | Türkei           | 5      | 1     | 4        | 6      | 287:311 | −24  | Finalrunde Platz 9 - 12 |
| 6     | Israel           | 5      | 1     | 4        | 6      | 233:288 | −55  | Finalrunde Platz 9 - 12 |

## Finalrunde
Die jeweils Erst- und Zweitplatzierten aus der Zwischenrunde spielten im Halbfinale. Die Dritt- und Viertplatzierten spielten im „kleinen Halbfinale“. Die übrigen Teams spielten die EM-Plätze 9 bis 12 untereinander aus.

### Platz 9 bis 12
Die Sieger der Platzierungsspiele bestritten das Spiel um EM-Platz 9, die Verlierer um EM-Platz 11.

|  | Platzierungsspiele | Platzierungsspiele |        |    | Spiel um Platz 9 | Spiel um Platz 9 |
|  |                    |                    |        |    |                  |                  |
|  | DDR                | 50                 |        |    |                  |                  |
|  | Türkei             | 63                 |        |    |                  |                  |
|  | 60                 |                    |        |    |                  |                  |
|  |                    |                    | 67     |    |                  |                  |
|  | Türkei             | 59                 |        |    |                  |                  |
|  |                    | Polen              | 74     |    |                  |                  |
|  |                    |                    |        |    |                  |                  |
|  | Spiel um Platz 11  |                    |        |    |                  |                  |
|  | 62                 | 62                 | DDR    | 80 |                  |                  |
|  | Polen              | 74                 | Israel | 83 |                  |                  |
|  | Israel             | 59                 |        |    | 66               | 66               |

Platzierungsspiele
| Spiel | Team 1 | Team 2 | Ergebnis | 1. H. | 2. H. | Verl. |
| ----- | ------ | ------ | -------- | ----- | ----- | ----- |
| 60    | DDR    | Türkei | 50:63    | 28:34 | 22:29 | –     |
| 62    | Polen  | Israel | 74:59    | 34:16 | 40:43 | –     |

Spiel um Platz 11
| Spiel | Team 1 | Team 2 | Ergebnis    | 1. H. | 2. H. | Verl. |
| ----- | ------ | ------ | ----------- | ----- | ----- | ----- |
| 66    | DDR    | Israel | 80:83 n. V. | 39:33 | 30:36 | 11:14 |

Spiel um Platz 9
| Spiel | Team 1 | Team 2 | Ergebnis | 1. H. | 2. H. | Verl. |
| ----- | ------ | ------ | -------- | ----- | ----- | ----- |
| 67    | Türkei | Polen  | 59:74    | 21:40 | 38:34 | –     |

### Platz 5 bis 8
Die Sieger des „kleinen Halbfinales“ spielten um EM-Platz 5, die Verlierer um EM-Platz 7.

|  | Kleines Halbfinale | Kleines Halbfinale |          |    | Spiel um Platz 5 | Spiel um Platz 5 |
|  |                    |                    |          |    |                  |                  |
|  | Ungarn             | 71                 |          |    |                  |                  |
|  | Rumänien           | 60                 |          |    |                  |                  |
|  | 61                 |                    |          |    |                  |                  |
|  |                    |                    | 69       |    |                  |                  |
|  | Ungarn             | 48                 |          |    |                  |                  |
|  |                    | Tschechoslowakei   | 53       |    |                  |                  |
|  |                    |                    |          |    |                  |                  |
|  | Spiel um Platz 7   |                    |          |    |                  |                  |
|  | 63                 | 63                 | Rumänien | 71 |                  |                  |
|  | Belgien            | 65                 | Belgien  | 61 |                  |                  |
|  | Tschechoslowakei   | 74                 |          |    | 68               | 68               |

Kleines Halbfinale
| Spiel | Team 1  | Team 2           | Ergebnis | 1. H. | 2. H. | Verl. |
| ----- | ------- | ---------------- | -------- | ----- | ----- | ----- |
| 61    | Ungarn  | Rumänien         | 71:60    | 40:35 | 31:25 | –     |
| 63    | Belgien | Tschechoslowakei | 65:74    | 30:37 | 35:37 | –     |

Spiel um Platz 7
| Spiel | Team 1   | Team 2  | Ergebnis | 1. H. | 2. H. | Verl. |
| ----- | -------- | ------- | -------- | ----- | ----- | ----- |
| 68    | Rumänien | Belgien | 71:61    | 37:40 | 34:21 | –     |

Spiel um Platz 5
| Spiel | Team 1 | Team 2           | Ergebnis | 1. H. | 2. H. | Verl. |
| ----- | ------ | ---------------- | -------- | ----- | ----- | ----- |
| 69    | Ungarn | Tschechoslowakei | 48:53    | 28:33 | 20:20 | –     |

### Platz 1 bis 4
Die Sieger der Halbfinalspiele spielten im Finale um den Europameistertitel, die Verlierer im Spiel um Platz 3 um die Bronzemedaille.

|  | Halbfinale          | Halbfinale |            |    | Finale | Finale |
|  |                     |            |            |    |        |        |
|  | Jugoslawien         | 75         |            |    |        |        |
|  | Frankreich          | 65         |            |    |        |        |
|  | 64                  |            |            |    |        |        |
|  |                     |            | 71         |    |        |        |
|  | Jugoslawien         | 53         |            |    |        |        |
|  |                     | UdSSR      | 60         |    |        |        |
|  |                     |            |            |    |        |        |
|  | Spiel um Platz drei |            |            |    |        |        |
|  | 65                  | 65         | Frankreich | 46 |        |        |
|  | UdSSR               | 77         | Bulgarien  | 55 |        |        |
|  | Bulgarien           | 54         |            |    | 70     | 70     |

Halbfinale
| Spiel | Team 1      | Team 2     | Ergebnis | 1. H. | 2. H. | Verl. |
| ----- | ----------- | ---------- | -------- | ----- | ----- | ----- |
| 64    | Jugoslawien | Frankreich | 75:65    | 32:25 | 43:40 | –     |
| 65    | UdSSR       | Bulgarien  | 77:54    | 36:22 | 41:32 | –     |

Spiel um Platz 3
| Spiel | Team 1     | Team 2    | Ergebnis | 1. H. | 2. H. | Verl. |
| ----- | ---------- | --------- | -------- | ----- | ----- | ----- |
| 70    | Frankreich | Bulgarien | 46:55    | 14:31 | 32:24 | –     |

Finale
| Spiel | Team 1      | Team 2 | Ergebnis | 1. H. | 2. H. | Verl. |
| ----- | ----------- | ------ | -------- | ----- | ----- | ----- |
| 71    | Jugoslawien | UdSSR  | 53:60    | 27:31 | 26:29 | –     |

## Endstand
| Rang | Team             | Siege : Niederl. | Korbverhältnis |
| ---- | ---------------- | ---------------- | -------------- |
| 1    | UdSSR            | 8 : 0            | 1,5907         |
| 2    | Jugoslawien      | 7 : 2            | 1,2155         |
| 3    | Bulgarien        | 6 : 2            | 1,0421         |
| 4    | Frankreich       | 5 : 3            | 1,1553         |
| 5    | Tschechoslowakei | 4 : 4            | 1,0788         |
| 6    | Ungarn           | 3 : 5            | 0,9048         |
| 7    | Rumänien         | 6 : 2            | 1,0728         |
| 8    | Belgien          | 4 : 4            | 0,8754         |
| 9    | Polen            | 5 : 4            | 1,1575         |
| 10   | Türkei           | 3 : 5            | 0,9768         |
| 11   | Israel           | 3 : 5            | 0,9213         |
| 12   | DDR              | 2 : 6            | 0,8977         |
| 13   | Spanien          | 5 : 2            | 1,2439         |
| 14   | Finnland         | 3 : 4            | 0,9565         |
| 15   | Niederlande      | 3 : 3            | 0,8600         |
| 16   | BR Deutschland   | 1 : 5            | 0,8138         |
| 17   | Griechenland     | 2 : 4            | 0,8883         |
| 18   | Schweden         | 1 : 5            | 0,9032         |
| 19   | England          | 0 : 6            | 0,5097         |